# Temelínec
Temelínec (dříve také Malý Temelín a do 31. prosince 1972 Temelinec) je zaniklá vesnice, část obce Temelín v okrese České Budějovice v Jihočeském kraji, nalézající se na místě Jaderné elektrárny Temelín. Temelínec (do roku 2008 Temelinec) je také název katastrálního území o rozloze 3,75 km².

## Historie

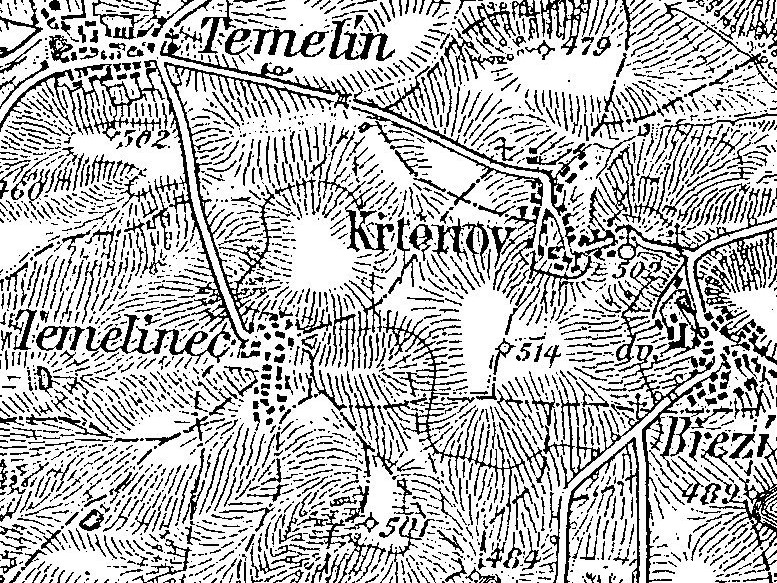
Temelínec na historické mapě (1928)

Okolí Temelínce bylo osídleno již ve střední době bronzové. Rozsáhlé mohylové pohřebiště bylo v blízké lokalitě Hroby. Při záchranném průzkumu, provedeném v letech 1982 – 1985, byly prozkoumány 4 mohyly a 3 mohylovité útvary v lese Hájku u Temelínce. První písemná zmínka o vesnici pochází z roku 1372.  Podle Chytilova adresáře z roku 1915 zde byl hostinec, kovář, obuvník, trafiku, truhlář a Hospodářské strojní družstvo pro Temelínec a okolí. V roce 1921 zde bylo 25 domů a žilo zde 137 obyvatel. V první světové válce padli 4 obyvatelé Temelínce, jejich jména jsou na pomníku padlých na bývalé křtěnovské návsi. Při stavbě Jaderné elektrárny Temelín byla ves zbourána; dochovala se pouze boží muka na jihozápadním okraji vsi.

## Obyvatelstvo
| Rok            | 1869 | 1880 | 1890 | 1900 | 1910 | 1921 | 1930 | 1950 | 1961 | 1970 | 1980 | 1991 | 2001 | 2011 | 2021 |
| -------------- | ---- | ---- | ---- | ---- | ---- | ---- | ---- | ---- | ---- | ---- | ---- | ---- | ---- | ---- | ---- |
| Počet obyvatel | 143  | 152  | 164  | 152  | 160  | 137  | 137  | 92   | 65   | 54   | 25   | 1    | 2    | 0    | 0    |
| Počet domů     | 22   | 23   | 23   | 23   | 24   | 25   | 25   | 24   | 24   | 18   | 15   | 0    | 1    | 0    | 0    |

## Obecní správa
Při sčítání lidu v letech 1850–1879 Temelínec byl osadou obce Kočín v okrese Budějovice.
V letech 1879–1943 byl samostatnou obcí v okrese Týn nad Vltavou. V letech 1943–1945 byl osadou obce Temelín, ale v letech 1945–1960 byl uváděn znovu jako obec, se kterým patřil nejprve do okresu Týn nad Vltavou, ale od roku 1960 v okrese České Budějovice. Od 12. června 1960 je opět částí obce Temelín v okrese České Budějovice.